# أزرق الميثيلين
أزرق الميثيلين ويعرف  بكلوريد الميثيلثيونينيوم، يستخدم كدواء ويستخدم أيضا كصبغة.
يستخدم كدواء غالبا لعلاج ارتفاع نسبة الميتهيموغلوبين بالدم. على وجه التحديد، فإنه يستخدم لعلاج مستويات الميتهيموغلوبين التي هي أكبر من 30٪ أو في حالات وجود اعراض ناتجه عن علاج نقص الاكسجين وانحلاله. قد استخدم سابقا في إنتاج سموم غاز السيانيد والتهابات المسالك البولية، ولكن هذا الاستخدام لم يعد يوصى به  ، عادة ما يعطى عن طريق الحقن في الوريد.

وتشمل الآثار الجانبية الشائعة الصداع والقيء والارتباك وضيق التنفس وارتفاع ضغط الدم. وتشمل الآثار الجانبية الأخرى متلازمة السيروتونين، وانحلال خلايا الدم الحمراء، والحساسية. ينتج عن استخدامه تحول لون البول، والعرق، والبراز إلى الأزرق المخضر. في حين أن الاستخدام أثناء الحمل قد يضر بصحة الجنين.
الميثيلين الأزرق كصبغة  يعمل عن طريق تحويل الحديد الثلاثي في هيموغلوبين الدم إلى الحديد الثنائي.

تم تحضير أول أكسيد الميثيلين لأول مرة في عام 1876 من قبل هاينريش كارو. وهو مدرج في قائمة الأدوية الأساسية لمنظمة الصحة العالمية، وهي الأدوية الأكثر فعالية وآمنة اللازمة في النظام الصحي. في الولايات المتحدة، تكلفة قارورة 50 ملغ حوالي 191.40 دولار أمريكي. في المملكة المتحدة، تكلفة  قارورة 50ملغ يكلف حوالي 39.38 £.

## الاستخدامات الطبية

### ارتفاع نسبة الميتهيموغلوبين في الدم
في حين أن العديد من النصوص تشير إلى أن الميثيلين الأزرق له خصائص كعامل مؤكسد، الا ان آثاره كعامل مؤكسد تحدث فقط عند جرعات عالية جدا من الدواء. عند الجرعات الدوائية له خصائص عوامل الاختزال في الجسم، وهذا هو السبب في أن الميثيلين الأزرق يعمل كدواء لعلاج ارتفاع نسبة الميتهيموغلوبين في الدم. ويمكن أن ينشأ هذا عن تناول بعض المستحضرات الدوائية أو السموم أو بعض أنواع البقوليات.
المتهيموغلوبين يمكن تقليل وجوده في الدم عن طريق تحويلة إلى هيموغلوبين الدم.
في حال وجود كميات كبيرة من المتهيموغلوبين في الدم يتحول إلى سموم، عند حقن الميثيلين الأزرق عن طريق الوريد، فإنه يعمل على تحويل مجموعة الحديد المكونه للمتهيموغلوبين إلى هيموغلوبين الدم، لذلك فان الميثيلين الأزرق يساعد بشكل كبير على التخلص والتقليل من الميتهيموغلوبين بالدم.
لكن عند اخذه بجرعات عاليه يعمل الميثيلين الأزرق بشكل معاكس حيث أنه يؤدي إلى ارتفاع المتهيموغلوبين في الدم.

### الميثيلين الأزرق والضوء
يستخدم الميثيلين الأزرق مع الضوء للعلاج من الصدفية.

### التهاب المسالك البولية
الميثيلين الأزرق هو إحدى مسكنات المسالك البولية التي يتم وصفها في كثير من الأحيان / المضادة للعدوى / ، وهو مزيج من الأدوية التي تحتوي أيضا على ساليسيلات الفينيل، وحمض البنزويك، كبريتات هيوسيامين، وميثينامين (ويعرف أيضا باسم هيكسامثيلينيتيترامين). ومضاد حيوي طبيعي عند وجود صديد أو التهاب المسالك

### تسمم السيانيد
ان جرعات كبيرة من الميثيلين الأزرق تستخدم أحيانا كعلاج مضاد لتسمم السيانيد البوتاسيوم، وهي الطريقة الأولى التي تم اختبارها بنجاح في عام 1933 من قبل الدكتور ماتيلدا مولدنهاور بروكس في سان فرانسيسكو، على الرغم من أن أول مرة أظهرها بو ساهلين من جامعة لوند، في عام 1926.

### الميثيلين الأزرق كصباغ
يستخدم الميثيلين الأزرق في الاستئصال بالمنظار الداخلي كمساعد للادرينالين، ويستخدم للحقن في تحت النسيج حول ورم لإزالتها. وهذا يسمح للأنسجة لان تتمايز لشكلها الاصلي بعد إزالة ورم، وهو أمر مفيد في تحديد ما إذا كان يحتاج لازالة المزيد من الأنسجة، أو إذا كان هناك خطر كبير للانثقاب. ويستخدم أيضا الميثيلين الأزرق كصبغ في التنظير، ويتم رشه على الغشاء المخاطي في الجهاز الهضمي من أجل التعرف على خلل في النسيج، أو الآفات ما قبل السرطانية. يتم حقن الميثيلين الأزرق عن طريق الوريد الأزرق بسهولة في البول، وبالتالي يمكن استخدامها لاختبار المسالك البولية للتسريبات.
في العمليات الجراحية مثل تشريح العقد الليمفاوية، الميثيلين الأزرق يمكن استخدامه لتتبع بصريا الجهاز اللمفاوي. وبالمثل، يتم إضافة الميثيلين الأزرق إلى أسمنت العظام في عمليات العظام لتوفير التمييز السهل بين العظام الأصلية والأسمنت.إضافة إلى ذلك، الميثيلين الأزرق يسرع تصلب أسمنت العظام. يستخدم الميثيلين الأزرق كمساعدة للتصوير في عدد من الأجهزة الطبية.

### دواء البلاسيبو
وقد استخدم الميثيلين الأزرق في دواء البلاسيبو، فإن الأطباء سيخبرون مرضاهم بأن يتوقعوا تغير لون البول عندهم، وأن يعتبروا ذلك علامة على أن حالتهم قد تحسنت. هذا التأثير الجانبي نفسه يجعل الميثيلين الأزرق من الصعب اختباره في الدراسات السريرية التقليدية لمستخدموا هذا الدواء.
 

### سمية الايفوسفاميد على الجهاز العصبي
استخدام آخر للميثيلين الأزرق لعلاج سمية الايفوسفاميد على الجهاز العصبي، تم اكتشاف هذه الخاصية عام 1994.
حيث أن هذه السمية تؤثر على الميتوكندريا ووظائفها، وغيرها من أعضاء الجسم مثل الكبد وغيره.

### متلازمة الاوعية الدموية
وقد أفادت بعض الدراسات عن استخدام الميثيلين الأزرق كعامل مساعد لعلاج الأشخاص الذين يعانون من متلازمة الأوعية الدموية بعد جراحة القلب.

## الآثار الجانبية
- تأثيره على القلب والأوعية الدموية
حيث يعمل على ارتفاع ضغط الدم، والام في عضلة القلب.
- تأثيره على الجهاز العصبي المركزي 
حيث يؤدي إلى دوخة، تشوش ذهني، صداع الرأس، حمة.
- تأثيره على الجلد 
يؤدي إلى تغير في لون الجلد، ومرض النقرص.
- تأثيره على الجهاز الهضمي 
يؤدي لتغير لون البراز، الغثيان، التقيؤ، الام البطن.
- تأثيره على الجهاز البولي والتناسلي 
يؤدي إلى تغير لون البول، وتهيج المثانة.
- تأثيره على الدم 
يسبب فقر الدم.
أما الميثيلين الأزرق فهو يعمل على تثبيط انزيم اكسيد احادي الامين. وإذا تم اخذه عن طريق الوريد بجرعات تزيد على 5 ملغم / كغم، فقد يعجل سمية السيروتونين خطيرة جدا، انه يسبب فقر الدم الانحلالي بسبب نقص الأنزيمات.

## الكيمياء
الميثيلين الأزرق يشتق من الفينوثيازين. وهو مسحوق أخضر داكن يعطي حل أزرق في الماء. الشكل الجزيئي للمركب يحتوي على 3 جزيئات من الماء لكل وحدة من الميثيلين الأزرق. ميثيلين الأزرق لديه درجة الحموضة من 3 في الماء (10G / لتر) عند 25 درجة مئوية (77 درجة فهرنهايت).

### طريقة تحضيره
يتم تحضير هذا المركب بواسطة أكسدة ثنائي ميثيل-4-فينيلينديامين في وجود ثيوسلفات الصوديوم. 

### خصائص امتصاص الضوء
أقصى امتصاص للضوء هو قرب 670 نانومتر. تعتمد خصائص الامتصاص على عدد من العوامل، بما في ذلك البروتونات، وامتصاص مواد أخرى.

## استخدامات أخرى

### مؤشر الأكسدة-الاختزال
ويستخدم الميثيلين الأزرق على نطاق واسع مؤشراً للأكسدة والاختزال في الكيمياء التحليلية. حلول هذه المادة زرقاء عندما تكون في بيئة مؤكسدة، ولكن سوف يتحول إلى عديم اللون إذا تعرض لعامل مختزل. ويمكن رؤية خصائص الأكسدة في مظاهرة الكلاسيكية من حركية كيميائية في الكيمياء العامة. عادة، يتم حل الجلوكوز مع الميثيلين الأزرق وهيدروكسيد الصوديوم. عند رج الزجاجة، يتأكسد  الميثيلين الأزرق بسبب وجود الاكسجين، لذلك الحل يتحول إلى اللون الأزرق. فإن الجلوكوز سوف يقلل تدريجيا من الميثيلين الأزرق إلى عديم اللون، وانخفاض شكل. وبالتالي، عندما يتم استهلاك الجلوكوز الذائب تماما، فإن الحل يتحول إلى اللون الأزرق مرة أخرى. 

### مولد بيروكسيد
الميثيلين الأزرق حساس للضوء، عند تعرضة للضوء والاكسجين، يقوم بتحرير اكسجين منفرده، وذلك مهم لتكوين الغلاف الجوي .
أيضا يتم استخدام الميثيلين الأزرق في تحليل الكبريتيد .

### فحص المياه
يستخدم الميثيلين الأزرق لتحديد وجود بعض الايونات في الماء حيث أنه يتفاعل مع هذه الايونات، مثل هذه الايونات الكربوكسيلات، فوسفات، كبريتات، وسلفونات.
 الميثيلين الأزرق لتحديد كمية الركام الناعم
ويعكس كمية اللون الأزرق للميثيلين كمية المعادن الطينية في العينات المجمعة، ويضاف محلول الميثيلين الأزرق إلى الركام الناعم الذي يجري تحريكه في الماء. ويمكن التحقق من وجود محلول الصبغة على ورقة الترشيح خلال فحصة .

### تربية الأحياء المائية
ويستخدم الميثيلين الأزرق في تربية الأحياء المائية ومن قبل هواة الأسماك الاستوائية كعلاج للعدوى الفطرية. ويمكن أيضا أن تكون فعالة في علاج الأسماك المصابة على الرغم من أن مزيج من الأخضر الملكيت والفورمالديهايد هو أكثر فعالية بكثير ضد البروتوزوا الطفيلية . عادة ما تستخدم لحماية بيض السمك الموضوع حديثا من أن تكون مصابة بالفطريات أو البكتيريا. الميثيلين الأزرق هو أيضا فعالة جدا عند استخدامها كجزء من «حمام السمك العلاجي» لعلاج الأمونيا والنيتريت، والتسمم السيانيد وكذلك لعلاج الموضعي والداخلي للأسماك المصابة أو المرضى ك «الاستجابة الأولى».

## التاريخ
قد وصف الميثيلين الأزرق بأنه «أول ادوية اصطناعية تماما مستخدمة في الطب». تم تحضير الميثيلين الأزرق لأول مرة في عام 1876 من قبل الكيميائي الألماني هاينريش كارو.
كان استخدامه في علاج الملاريا رائدا من قبل بول غوتمان وبول إهرليش في عام 1891. وخلال هذه الفترة قبل الحرب العالمية الأولى، اعتقد باحثون مثل إرليخ أن الأدوية والأصباغ عملت بنفس الطريقة، من خلال تلطيخ مسببات الأمراض وربما الإضرار بها. واستمر استخدام المیثیلین الأزرق في الحرب العالمیة الثانیة، حیث لم یحبه الجنود بشکل جید، الذین لاحظوا: «تبول اللون الأزرق». وقد تم مؤخرا إحياء استخدام الأدوية المضادة للملاريا. وقد اكتشف أنه مضاد للتسمم بأول أكسيد الكربون وتسمم السيانيد في عام 1933 من قبل ماتيلدا بروكس. 
وقد استخدم البول الأزرق لمراقبة امتثال المرضى النفسيين لأنظمة الدواء. وأدى ذلك إلى اهتمام - من 1890 إلى اليوم - في الادوية المضادة للاكتئاب والمؤثرات العقلية الأخرى. .

## أسماء أخرى
اسم آخر للميثيلين الأزرق وهو كلوريد الميثيل ثيونينيوم

## دراسات

### الملاريا
تم تحديد الميثيلين الأزرق من قبل بول إهرليخ عام  1891 كعلاج ممكن للملاريا. حيث أن الجنود الأمريكيين والجنود المتحالفين لاحظوا آثاره الجانبية البارزة، مثل تحول البول للون الأزرق أو الأخضر، والصلبة (بياض العينين). وقد تم مؤخرا استخدام الميثيلين الأزرق كعلاج للملاريا، خصوصا بسبب انخفاض سعره. وفقا لدراسات عن الأطفال في أفريقيا، يبدو أن لها فعالية ضد الملاريا، ولكن محاولات الجمع بين الميثيلين الأزرق مع الكلوروكين كانت مخيبة للآمال. 

### مرض الزهايمر
وقد أخفقت تجربة  الميثيلين الأزرق في إظهار أي فائدة في تقليل الاغراض لدى الأشخاص الذين يعانون من مرض الزهايمر. كان تطور المرض لكل من الدواء ودواء البلاسيبو متطابقا عمليا. 

### اضطراب ثنائي القطب
وقد تم دراسة الميثيلين الأزرق كدواء مساعد في علاج الاضطراب الثنائي القطب. 

### الفيروسات
حيث أثبتت الدراسات أن للميثيلين الأزرق خصائص مضادة للفيروسات.

## وصلات خارجية
- NIH - Methylene blue test
- Methylene blue at stainsfile